# شريط بدائي
الشريط البدائي هو الهيكل الذي تشكل في الأريمة خلال المراحل الأولى للتخلق المضغي في الطيور، والزواحف والثدييات .

## صور إضافية

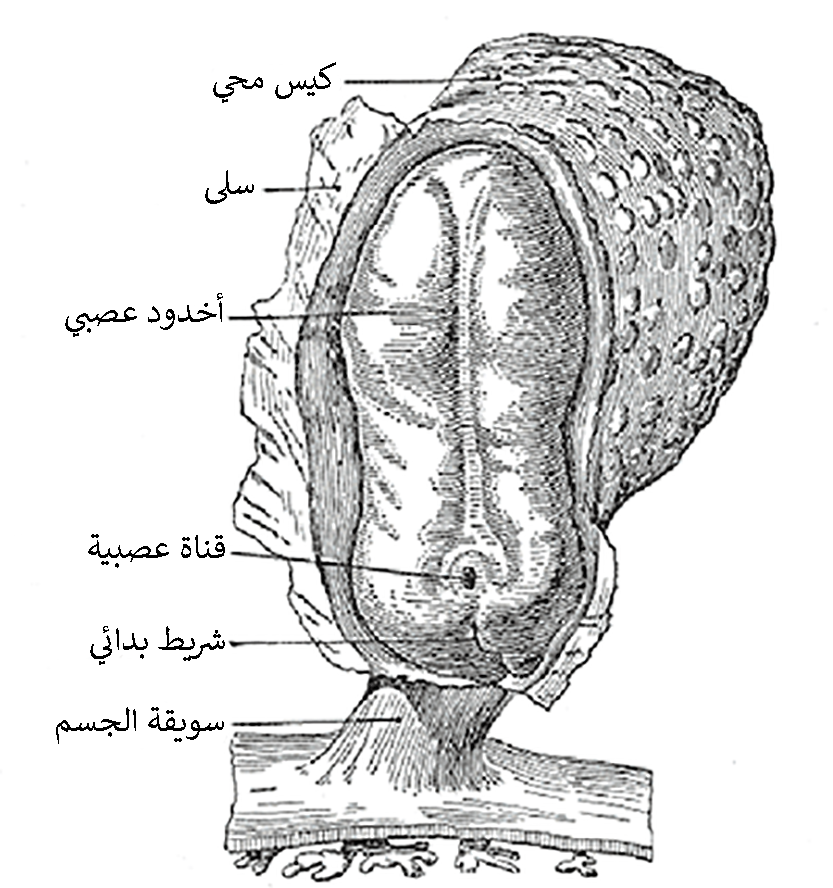
طول جنين بشري، 2 mm. صورة ظهرية، بالغشاء السلي مفتوحاً. X 30.
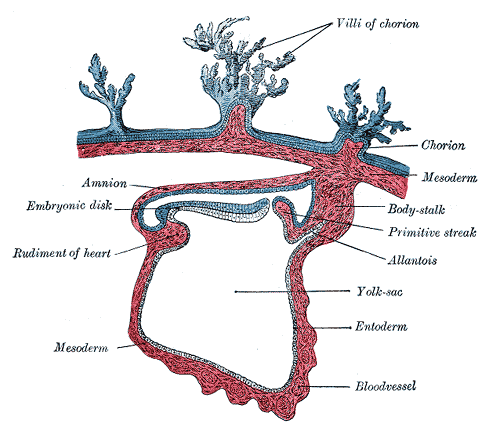
مقطع جانبي  لقرص أريمي.